# 26 июня в музыке

## Родились
- 1747 — Леопольд Кожелух, чешский композитор
- 1873 — Карл Шваб, российский флейтист
- 1875 — Чарльз Вацлав Рыхлик, американский скрипач
- 1878 — Альберт Шиклош, венгерский композитор
- 1902 — Артемий Айвазян, армянский джазмен
- 1902 — Юг Кюэно, швейцарский певец
- 1903 — Анатолий Людмилин, советский дирижёр
- 1914 — Вольфганг Виндгассен, немецкий певец
- 1916 — Джузеппе Таддеи, итальянский оперный певец
- 1918 — Роже Вуазен, французско-американский трубач
- 1920 — Леонид Гамбро, американский пианист
- 1923 — Франц Пауль Деккер, немецкий дирижёр
- 1933 — Клаудио Аббадо, итальянский дирижёр
- 1934 — Дэйв Грузин, американский композитор
- 1934 — Анатолий Иванов, российский литаврист
- 1939 — Виталий Куценко, украинский дирижёр
- 1940 — Толис Воскопулос, греческий певец
- 1942 — Жилберту Жил, бразильский автор-исполнитель
- 1943 — Аллен Стрейндж, американский электронный музыкант
- 1947 — Дирк Райт, немецкий композитор
- 1948 — Жерар Коссе, французский альтист
- 1950 — Яак Йоала, эстонский эстрадный певец
- 1955 — Мик Джонс, гитарист группы «Clash»
- 1956 — Крис Айзек, американский эстрадный певец
- 1958 — Михаил Огородов, российский рок-музыкант
- 1961 — Алексей Гориболь, российский пианист
- 1961 — Владимир Густов, российский гитарист
- 1963 — Дмитрий Гройсман, российский музыкальный продюсер
- 1965 — Олег Сук, украинский рок-музыкант
- 1967 — Андрей Светлов, бас-гитарист группы «Аквариум»
- 1969 — Колин Гринвуд, бас-гитарист группы «Radiohead»
- 1969 — Вячеслав Петкун, лидер группы «Танцы минус»
- 1970 — Шон Хейс, американский исполнитель мюзиклов
- 1972 — Гару, французский певец
- 1972 — Юсси Сюдянмаа, гитарист группы «Lordi»
- 1974 — Iron & Wine, американский фолк-музыкант
- 1975 — Мари-Николь Лемьё, канадская оперная певица
- 1979 — Райан Теддер, американский поп-певец
- 1980 — Sinik, французский рэпер
- 1981 — Глеб Матвейчук, российский эстрадный певец и композитор
- 1992 — Дженнет Маккарди, американская поп-певица
- 1993 — Ариана Гранде, американская поп-певица

## Умерли
- 1836 — Клод Жозеф Руже де Лиль, автор «Марсельезы»
- 1893 — Карл Альбрехт, директор Московской консерватории
- 1904 — Николай Унковский, русский оперный певец
- 1914 — Константин Михайлов-Стоян, болгарский оперный певец
- 1923 — Карл Шайдемантель, немецкий оперный певец
- 1925 — Эрнесто Дрангош, аргентинский пианист и композитор
- 1931 — Виллем Фельцер, нидерландский скрипач и композитор
- 1935 — Оскар Потокер, американский кинокомпозитор
- 1943 — Эдвард Фацер, финский пианист и дирижёр
- 1943 — Руби Элзи, американская оперная певица
- 1945 — Николай Черепнин, русский композитор
- 1945 — Эрнё Рапе, венгерско-американский дирижёр
- 1950 — Антонина Нежданова, русская певица
- 1956 — Клиффорд Браун, американский трубач
- 1958 — Ярослав Ярославенко, украинский композитор
- 1964 — Александр Пирогов, русский оперный певец
- 1968 — Герберт Бруст, немецкий композитор
- 1971 — Гильермо Урибе, колумбийский композитор
- 1972 — Николай Рабинович, российский дирижёр
- 1977 — Сергей Лемешев, русский оперный певец
- 1982 — Анджей Чайковский, польско-британский пианист и композитор
- 1982 — Леонид Бакалов, советский композитор
- 1987 — Хенк Бадингс, нидерландский композитор
- 1987 — Габор Рейтё, венгерско-американский виолончелист
- 1991 — Галина Шевелёва, советская певица, солистка ВИА «Здравствуй, песня!»
- 1993 — Зенон Дашак, украинский композитор
- 1996 — Эдуардас Бразаускас, литовский валторнист
- 1997 — Израэль Камакавивооле, гавайский гитарист
- 1997 — Зенаида Палли, румынская оперная певица
- 2002 — Долорес Грей, американская исполнительница мюзиклов
- 2004 — Наоми Шемер, израильский композитор, автор песни «Золотой Иерусалим»
- 2005 — Грете Султан, американская пианистка
- 2007 — Теа Кинг, английская кларнетистка
- 2009 — Юрий Братолюбов, советско-американский джазовый тромбонист
- 2010 — Шоиста Муллоджанова, таджикская оперная певица
- 2014 — Юлиус Рудель, американский дирижёр
- 2015 — Этер Какулия, грузинская певица
- 2016 — Сергей Кортес, белорусский композитор
- 2017 — Гандаб Кулиева, азербайджанская традиционная певица
- 2018 — Бу Нильссон, шведский композитор

## Премьеры
- 1788 — Опера Андре Гретри «Тайный соперник» (Театр итальянской комедии (Париж))
- 1797 — Опера Джованни Паизиелло «Счастливая Давния» (Фоджа)
- 1819 — Опера Джакомо Мейербера «Эмма Ресбургская» (Театр Сан-Бенедетто, Венеция, дирижировал автор)
- 1855 — Оперетта Жака Оффенбаха «Ойяйяйе, или Королева островов» (театр Фоли-Нувель[фр.])
- 1862 — Опера Ференца Эркеля «Шарольта» (Национальный театр (Будапешт), дирижировал автор)
- 1870 — Опера Рихарда Вагнера «Валькирия» (Мюнхен, дирижёр Франц Вюльнер)
- 1898 — Оперетта Шарля Лекока «Любовный трюк» (Булонь-сюр-Мер)
- 1912 — Симфония № 9 Густава Малера (Вена, дирижёр Бруно Вальтер)
- 1925 — Оперетта Руджеро Леонкавалло «Обнажённая маска» (Неаполь, театр Политеама)
- 1926 — Симфониета Леоша Яначека (Прага, дирижёр Вацлав Талих)
- 1966 — Опера Алана Хованесса «Пилат» (Лос-Анджелес)
- 1986 — Первый фортепианный концерт Эллен Таафе Звилич (Марк Андре Амлен и Детройтский симфонический оркестр, дирижёр Гюнтер Хербиг, музыкальный фестиваль Мидоу-Брук, Рочестер-Хиллс)
- 2007 — Панк-опера «Время цыган» группы «The No Smoking Orchestra»

## Релизы
- 1964 — A Hard Day’s Night, «Битлз» (релиз в США)
- 1979 — Live Killers, концертный альбом «Queen»
- 2012 — Days Go By, альбом группы The Offspring[1]
- 2012 — Living Things, альбом группы Linkin Park[2]
- 2015 — Holy War, третий студийный альбом дэткор-группы Thy Art Is Murder
- 2020 — LiVE SPiRiTS SOUNDTRACK, концертный альбом Depeche Mode

## События
- 1788 — Вольфганг Амадей Моцарт завершил работу над Симфонией № 39.
- 1902 — Камиль Сен-Санс удостоен степени почётного доктора Оксфордского университета.
- 1910 — Исполнение оркестром Наана Франко Сюиты из оперы Рихарда Штрауса «Саломея» собрало в нью-йоркском Центральном парке около 8000 слушателей[3].
- 1934 — Богуслав Мартину завершил работу над оперой «Легенды о Марии»[4].
- 1977 — Элвис Пресли даёт в Индианаполисе свой последний концерт.